# 北の丸スクエア
北の丸スクエア（きたのまるスクエア）は、東京都千代田区九段北にある超高層ビルである。

## 概要
旧日本債券信用銀行（現あおぞら銀行）の本社跡地に再開発ビルとして建設され、2006年竣工。九段下交差点前（北西角）に建ち、南側には皇居、北の丸公園、昭和館、千代田区役所、日本武道館、西側には靖国神社などがある。

1階はスターバックス、セブンイレブン、ロイヤルホストなどが入居し、2階～15階にはオフィス､16階～26階には高級賃貸住宅「北の丸スクエア　ザ・テラス（全122戸）」となっている。

## 主なテナント・店舗など
- メルク（MSD）日本法人本社
- 野村総合研究所（NRI）
- 国立アートリサーチセンター（国立美術館に於ける調査・研究等を目的とした非公開施設）
- スターバックスコーヒー
- セブンイレブン
- ロイヤルホスト

## アクセス
- 東京メトロ東西線、東京メトロ半蔵門線、都営新宿線 - 九段下駅エスカレーターと直結